# Anamorfoza
Anamorfoza (starogrčki αναμόρφωση, anamorphosis - preoblikovanje) 
je vrsta obmanjujućih crteža. Djeluju prema optičkim zakonima, a dobivaju pod određenim uvjetima normalan izgled. 
- Holbeinova slika Ambasadori, s anamorfnom lubanjom u dolnjem dijelu slike.
- Ako gledamo na sliku s lijeve strane, mrlja postaje lubanja.